# Vitějovice
Vitějovice (en allemand : Witjejitz ; précédemment : Witiegitz) est une commune du district de Prachatice, dans la région de Bohême-du-Sud, en République tchèque. Sa population s'élevait à 523 habitants en 2023.

## Géographie
Vitějovice se trouve à 7 km au nord-est de Prachatice, à 31 km à l'ouest-nord-ouest de České Budějovice et à 118 km au sud-ouest de Prague.
La commune est limitée par Strunkovice nad Blanicí au nord, par Hracholusky à l'est, par Nebahovy au sud, et par Žernovice et Těšovice à l'ouest.

## Histoire
La première mention écrite du village date de 1283.

## Galerie

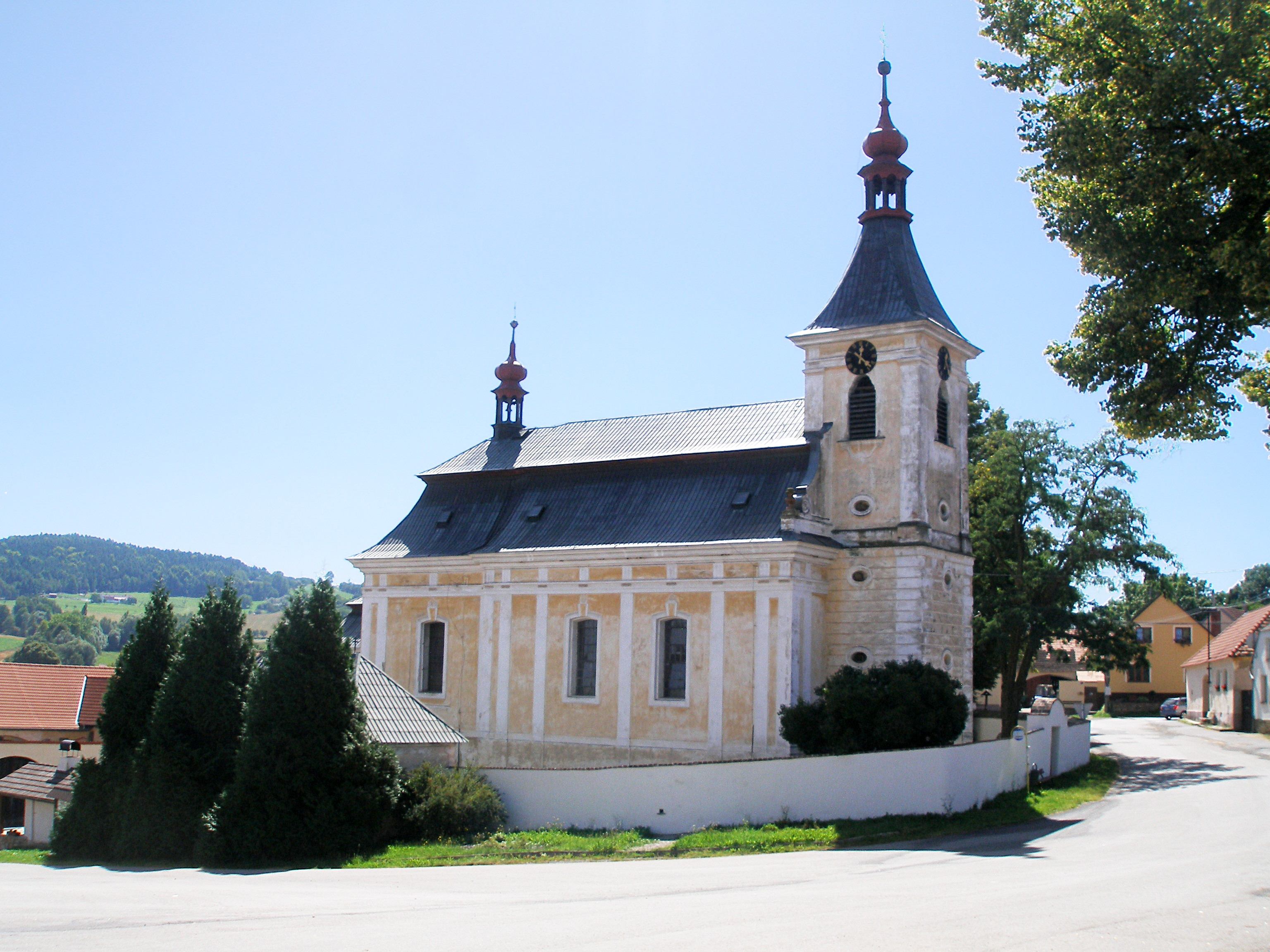
Église Sainte-Marguerite.
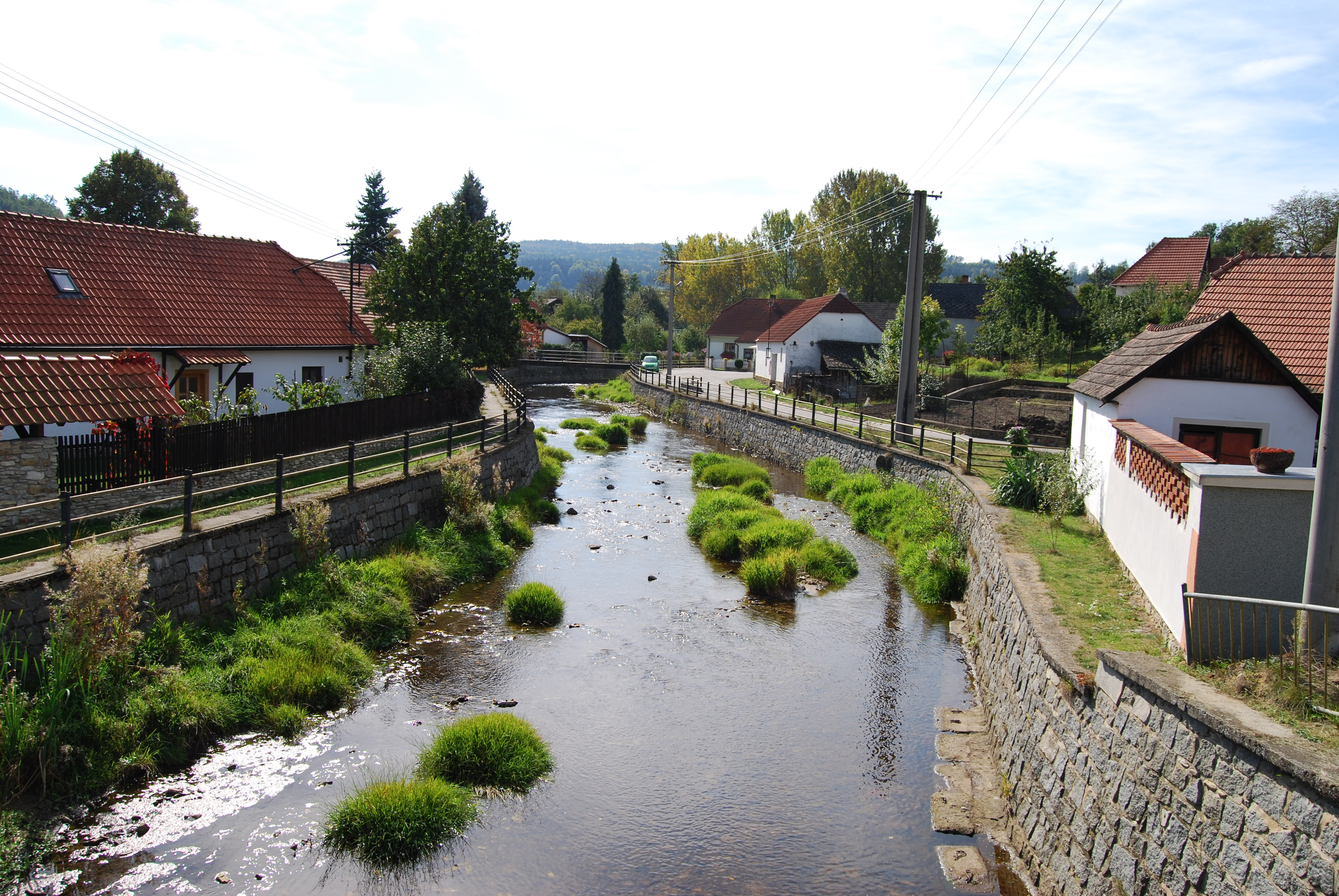
Rivière Zlatý arrosant Vitějovice.

## Transports
Par la route, Vitějovice se trouve à 8,5 km de Prachatice, à 37 km de Ceské Budejovice et à 144 km de Prague.